# Maryannu
Les Maryannu sont les membres de l'aristocratie guerrière du royaume du Mitanni et des cités syriennes qu'il domine (notamment Alalakh et Ugarit) durant l'âge du bronze récent (seconde moitié du IIe millénaire av. J.-C.).
Le terme vient du mot hourrite maryanni (pl. maryannina), mais il semble construit à partir d'un terme indo-aryen, puisque dans les langues anciennes de l'Inde márya signifie « jeune homme », auquel est ajouté le suffixe hourrite -nni. Dans les textes en akkadien, la terminaison reprend celle des cas de cette langue, donc -u au nominatif, d'où maryannu (pl. maryannū).
Le mot apparaît apparaît dans des listes de captifs faits par Thoutmosis III lors de la bataille de Megiddo, lors d'une guerre contre une coalition soutenue par le Mittani. Il est également employé dans la lettre d'Amarna EA 24 envoyée par le roi du Mittani Tushratta à son homologue égyptien Amenhotep III, écrite en hourrite, et renvoie à une partie de l'élite du royaume. Il est surtout attesté dans la documentation administrative des cités d'Alalakh et d'Ugarit en Syrie orientale, pour désigner des personnes d'un statut élevé. Dans la documentation de Nuzi en Irak du Nord, autre cité dépendant du Mittani, des personnes de statut similaire apparaissent mais sont appelés « conducteurs de chars » (rākib narkabti).
Les maryannu sont donc manifestement à l'origine une élite d'origine guerrière, qui a le privilège de combattre sur des chars, des pays de Haute-Mésopotamie et de Syrie comprenant une forte composante hourrite durant la période de domination du Mittani. Ce terme en finit par désigner une sorte d'aristocratie ou de noblesse, une élite locale des pays sous domination mittanienne, qui bénéficiait d'exemption de corvées en échange de son service militaire. L'origine indo-aryenne du terme renvoie à quelques éléments de même origine dans la culture de la classe dirigeante du Mittani, qui a manifestement reçu une certaine influence de populations indo-aryennes, mais il ne s'agit en aucun cas d'une sorte de caste d'origine indo-aryenne. Les maryannu attestés dans les textes ont des noms hourrites et sémitiques.